# Ion Popa
Ion Popa (* 2. Februar 1957 in Rumänien) ist ein ehemaliger australischer Ruderer. 1984 gewann er mit dem australischen Achter eine olympische Bronzemedaille und 1986 war er Weltmeister mit dem Achter.

## Sportliche Karriere
Der 1,87 m große Ion Popa begann seine Karriere in Rumänien. Bei den Weltmeisterschaften 1977 in Amsterdam belegte er mit dem rumänischen Vierer ohne Steuermann den elften Platz. 1978 setzte er sich nach Australien ab.
1983 war Popa Mitglied des australischen Achters. Der Achter ruderte in der Besetzung Samuel Patten, Bruce Keynes, Ian Edmunds, David Doyle, James Battersby, Timothy Willoughby, Ion Popa, John Quigley und Steuermann Gavin Thredgold und gewann bei den Weltmeisterschaften in Duisburg die Bronzemedaille hinter den Booten aus Neuseeland und aus der DDR.
1984 bei den Olympischen Spielen in Los Angeles trat der australische Achter mit Craig Muller, Clyde Hefer, Samuel Patten, Timothy Willoughby, Ian Edmunds, James Battersby, Ion Popa, Stephen Evans und Gavin Thredgold an und gewann Bronze hinter den Booten aus Kanada und aus den Vereinigten Staaten.
1986 gewann Ion Popa bei den Commonwealth Games 1986 in Edinburgh den Titel mit dem australischen Achter. Drei Wochen nach den Commonwealth Games wurden in Nottingham die Finalläufe der Weltmeisterschaften 1986 ausgetragen. Die australische Crew mit James Galloway, Malcolm Batten, Andrew Cooper, Mike McKay, Mark Doyle, James Tomkins, Ion Popa, Stephen Evans und Steuermann Dale Caterson siegte mit vier Sekunden Vorsprung vor den Achtern aus der Sowjetunion und aus den Vereinigten Staaten.
Bei den Olympischen Spielen 1988 in Seoul bildeten James Galloway, Hamish McLachlan, Andrew Cooper, Mike McKay (Ruderer)|Mike McKay, Mark Doyle, James Tomkins, Ion Popa, Stephen Evans und Dale Caterson den australischen Achter. Das Boot erreichte das Finale und belegte den fünften Platz hinter den Booten aus Deutschland, der Sowjetunion, den Vereinigten Staaten und dem Vereinigten Königreich.
Ion Popa heiratete 1984 die Ruderin Susan Chapman. Die 1991 geborene Tochter Rosemary Popa ist ebenfalls eine international erfolgreiche Ruderin.